# Hans-Jörg Butt
Hans-Jörg Butt (født 28. maj 1974 i Oldenburg, Vesttyskland) er en tidligere tysk fodboldspiller, der spillede som målmand enest hos Bundesliga-klubben Bayern München. Han har spillede for klubben fra 2008 til 2012, hvor han også tilbragte 1 år på holdets 2. bedste hold. Han kom til fra den portugisiske storklub SL Benfica, hvor han havde haft et kort skuffende ophold. Tidligere har han i en årrække optrådt for traditionsklubberne Hamburger SV og Bayer Leverkusen, og startede som senior sin karriere hos VfB Oldenburg i sin hjemby.
Butt var en del af det Bayer Leverkusen-hold der i 2002 spillede sig frem til finalen i Champions League, hvor man dog måtte se sig besejret af spanske Real Madrid. Samme år vandt holdet også sølv i Bundesligaen og DFB-Pokalturneringen. Med Bayern München vandt han i 2010 både Bundesligaen og DFB-Pokalen.
Butt var, specielt i sine år hos Hamburger SV og Bayer Leverkusen, fast straffesparkskytte, og scorede adskillige mål for sine klubber.

## Landshold
Butt står (pr. juni 2010) noteret for tre kampe for Tysklands landshold, som han debuterede for den 7. juni 2000 i en kamp mod Liechtenstein. Han var efterfølgende en del af den tyske trup til både EM i 2000, VM i 2002 og VM i 2010. Alle gangebe har han dog været udtaget som reserve.